# Мистецький езин
Мистецький езин (англ. art ezine) — найпоширеніший різновид електронного журналу, що характеризується мистецькою тематикою. Перевага надається сучасному візуальному мистецтву (фотографія, дизайн, 3D art, графіті, колаж, скульптура, малярство), але в деяких висвітлюються також інші сфери культури (література, кіноматограф, музика). Мистецькі езини виходять в форматах PDF та EXE, оскільки вони дозволяють зберегти найскладнішу верстку видання.

## Типологія
Існують кілька різних напрямків у мистецьких езинах: 
- Огляди (review) – електронні журнали з нескладним дизайном, де публікують найкращі на погляд редакції роботи. (наприклад російський REVISION – www.revision.ru).
- Вітрини (showcase) – електронні журнали, що складаються з статей, присвячених митцям та їх роботам (Bastard Magazine, Artzmania, Bak). Часто вони самі готують свої статті, а редакція тільки підставляє їх у журнал.
- Власне мистецькі езини – електронні журнали з оригінальними матеріалами, створеними редакцією (Typo, НАШ).
- Інші напрями. Наприклад New porker задає авторами тематику робіт, Bloodwar публікує графіті та стікери безвідносно до їх авторства тощо.

## Розповсюдження
Популярність цього різновиду електронного журналу спричинена декількома факторами:
- Майже вся потенційна цільова аудиторія таких журналів має доступ до мережі інтернет.
- Мистецькі езини розповсюджують безкоштовно.
- Створити подібний журнал можна не вкладаючи в нього багато коштів.

Розповсюджуються мистецькі езини через власні сайти, спеціалізовані каталоги езинів та дизайнерські ресурси.

## Мистецькі езини в Україні
З 2007-го року в Україні видаються три мистецьких езина: Дуршлаг (http://durchschlag.ho.ua/ [Архівовано 7 жовтня 2010 у Wayback Machine.]), ROTT (http://rottart.wordpress.com/ [Архівовано 24 жовтня 2008 у Wayback Machine.]) та IZO (http://izolyatsia.org/magazine/ [Архівовано 7 травня 2012 у Wayback Machine.])

### Світові мистецькі езини
- http://www.errormagazine.com/ [Архівовано 19 січня 2008 у Wayback Machine.]
- https://web.archive.org/web/20080112030532/http://www.bastardmagazine.net/
- http://www.vectormagazine.com/ [Архівовано 17 січня 2008 у Wayback Machine.]
- http://www.juxtapoz.com/ [Архівовано 27 жовтня 2007 у Wayback Machine.]
- https://web.archive.org/web/20110216212345/http://www.eclecticzine.com/
- http://www.bloodwarsmagazine.com/ [Архівовано 5 січня 2008 у Wayback Machine.]